# Élections partielles québécoises de 2008
Il y a eu deux élections partielles québécoises en 2008.
- Les élections partielles québécoises de mai 2008 concernait les circonscriptions de Bourget, Hull et Pointe-aux-Trembles.
- L'élection partielle québécoise de septembre 2008 concernait la circonscription de Jean-Talon.